# Райхенбахова перуника
Райхенбахова перуника или Балканска перуника (Iris reichenbachii) е многогодишно тревисто растение от семейство Перуникови, балкански ендемит.
Цветоносното стъбло достига до 25 – 35 cm, на върха е с 1 – 3 едри цвята с дължина 7 – 8 cm, синьо-виолетови или жълти. Приосновните му листа са прави или сърповидноизвити, линейни или линейномечовидни. Плодът представлява триделна многосеменна кутийка. Растението цъфти от април до юни и зрее през юни-юли.
Райхенбаховата перуника е разпространена в България, Гърция, Република Македония, Румъния (Банат) и Сърбия. Описана е през 1888 г. от ботаника Янош Хойфел, по материали, които е събирал в Гърция. В България расте в Стара планина, Витоша, Люлин, Славянка, Пирин, Рила, Западни и Средни Родопи, Голо бърдо. Среща се по сухи скалисти и каменисти, най-често варовити места от предпланините до субалпийския пояс от 700 до 2200 m н.в. Вирее върху хумусно-карбонатна, плитка и силно ерозирала почва.